# (530955) 2011 YN79
(530955) 2011 YN79 est un objet transneptunien de la famille des objets épars avec un diamètre estimé à environ 294 km.